# 切爾斯特諾湖
55°55′56″N 29°56′58″E / 55.93222°N 29.94944°E
切爾斯特諾湖（俄语：Черстно），是俄羅斯的湖泊，位於該國西北部，由普斯科夫州負責管轄，處於涅韋爾區，面積1.9平方公里，集水區面積6.1平方公里，平均水深8米，最大水深18米。